# Марк Аврелий Кота (едил)
Вижте пояснителната страница за други личности с името Марк Аврелий.
Марк Аврелий Кота (на латински: Marcus Aurelius Cotta) е политик на Римската република от края на 3 век пр.н.е. Произлиза от фамилията Аврелии, клон Кота.
Той е плебейски едил от 216 пр.н.е. до 212 пр.н.е.. След това комндва части в Путеоли при консула Апий Клавдий Пулхер. През 203 пр.н.е. става децемвир sacrorum на мястото на Марк Помпоний Матон. През 202 пр.н.е. е посланик в двора на цар Филип V Македонски в Македония.
Умира през 201 пр.н.е. като decemvir sacrorum в служебния си офис и е заместен от Маний Ацилий Глабрион.